# Seo Young-hee
Seo Young-hee (서영희?) (Seul, 13 giugno 1979) è un'attrice sudcoreana.

## Filmografia

### Cinema
- Bye June (바이 준), regia di Choi Ho (1998)
- Jiltuneun naui him (질투는 나의 힘), regia di Park Chan-ok (2003)
- Classic (클래식), regia di Kwak Jae-young (2003)
- Raieo (라이어), regia di Kim Kyeong-hyeong (2004)
- Mapado (마파도), regia di Choo Chang-min (2005)
- Nae saengae kajang areumdawun iljuil (내 생애 가장 아름다운 일주일), regia di Min Kyu-dong (2005)
- Yeonriji (연리지), regia di Kim Sung-joong (2006)
- Seuseungui eunhye (스승의 은혜), regia di Lim Dae-woong e Uhm Min-hyuk (2006)
- Moodori (무도리), regia di Lee Hyeong-sun (2006)
- Gungnyeo (궁녀), regia di Kim Mee-jeung (2007)
- Kwon Soon-boon yeoja napchisageon (권순분여사 납치사건), regia di Kim Sang-jin (2007)
- The Chaser (추격자, Chugyeokja), regia di Na Hong-jin (2008)
- Seo-yang goldong yanggwajajeom antique (서양 골동 양과자점 앤티크), regia di Min Kyu-dong (2008)
- Cheongdam bosal (청담보살), regia di Kim Jin-young (2009)
- Kim Bok-nam sar-insageon-ui jeonmal (김복남 살인사건의 전말), regia di Jang Cheol-soo (2010)
- Sesangyeseo gajang ahreumdawoon ilbyeon (세상에서 가장 아름다운 이별), regia di Min Kyu-dong (2011)
- Jojiwa Bong-sik (조지와 봉식), regia di Moon Woo-sung (2011)
- Samrye yeojoong chuku bu (삼례여중축구부), regia di Bae Hyo-min (2011)
- Bijunghan doshi (비정한 도시), regia di Kim Mun-heum (2012)
- Baewooneun baewooda (배우는 배우다), regia di Shin Youn-shick (2013)
- Madonna (마돈나), regia di Shin Su-won (2015)
- Tamjeong: The Beginning (탐정: 더 비기닝), regia di Kim Jung-hoon (2015)
- Tamjeong: Returns (탐정: 리턴즈?), regia di Lee Eon-hee (2018)
- Yeokokseong (여곡성?), regia di Yoo Young-Seon (2018)
- Jukji-anneun ingandeur-ui bam (죽지않는 인간들의 밤?), regia di Shin Jung-Won (2020)

### Televisione
- 12 wolui yeoldaeya (12월의 열대야) - serie TV (2004)
- HD TV moonhakgwan (HD TV문학관) - serie TV, 1 episodio (2005)
- Seulpeumiyeo annyeong (슬픔이여 안녕) - serie TV (2005-2006)
- MBC Best Theater (MBC 베스트 극장) - serie TV, ep. 654 (2006)
- Ineoyiyagi (인어이야기) - serie TV (2007)
- Daljaui bom (달자의 봄) - serie TV (2007)
- Myoneuri jeonseongshidae (며느리 전성시대) - serie TV (2007-2008)
- Keubuni oshinda (그분이 오신다) - serie TV (2008 - 2009)
- Seondeok yeo-wang (선덕여왕) - serie TV (2009)
- Cheonbeon-ui immatchum (천번의 입맞춤) - serie TV (2011-2012)
- Ji Woon-soo dae tong (지운수대통) - serie TV (2012)
- Sebun gyeolhonhaneun yeoja (세번 결혼하는 여자) - serie TV (2013-2014)
- Secret Mother (시크릿 마더?) - serie TV (2018)
- Trap (트랩?) - serie TV (2019)
- Nokdu kkot - Saram, haneur-i doeda (녹두꽃 - 사람, 하늘이 되다?) - serie TV (2019)
- Joseon gumasa (조선구마사?) – serie TV, 2 episodi (2021)
- Come posso aiutarla? (일당백집사?, IldangbaekjipsaLR) – serie TV (2022)
- Han River Police (한강?, Han-gangLR) – serie TV (2023)
- Banjjag-ineun watermelon (반짝이는 워터멜론?) – serie TV (2023)

## Premi e candidature
| Anno | Premio                                       | Categoria                                              | Opera                                          | Risultato       |
| ---- | -------------------------------------------- | ------------------------------------------------------ | ---------------------------------------------- | --------------- |
| 2005 | Chunsa Film Art Awards                       | Miglior attrice esordiente                             | Nae saengae kajang areumdawun iljuil           | Vincitore/trice |
| 2005 | Blue Dragon Film Awards                      | Miglior attrice non protagonista                       | Nae saengae kajang areumdawun iljuil           | Candidato/a     |
| 2006 | MBC Drama Awards                             | Miglior attrice in un Drama di un atto                 | MBC Best Theater Ep. 654: 그 집엔 누가 사나요? | Vincitore/trice |
| 2007 | KBS Drama Awards                             | Miglior attrice esordiente                             | Myoneuri jeonseongshidae                       | Candidato/a     |
| 2007 | KBS Drama Awards                             | Miglior attrice non protagonista                       | Myoneuri jeonseongshidae                       | Candidato/a     |
| 2008 | Puchon International Fantastic Film Festival | Miglior attrice                                        | The Chaser                                     | Vincitore/trice |
| 2008 | Premi Daejong                                | Miglior attrice non protagonista                       | The Chaser                                     | Candidato/a     |
| 2008 | Buil Film Awards                             | Miglior attrice non protagonista                       | Gungnyeo                                       | Candidato/a     |
| 2008 | Blue Dragon Film Awards                      | Miglior attrice non protagonista                       | The Chaser                                     | Candidato/a     |
| 2008 | Korean Film Awards                           | Miglior attrice non protagonista                       | The Chaser                                     | Candidato/a     |
| 2008 | MBC Entertainment Awards                     | Star popolare in una sitcom/commedia                   | Keubuni oshinda                                | Vincitore/trice |
| 2009 | MBC Drama Awards                             | Golden Acting Award - Miglior attrice non protagonista | Seondeok yeo-wang                              | Vincitore/trice |
| 2010 | Puchon International Fantastic Film Festival | Miglior attrice                                        | Kim Bok-nam sar-insageon-ui jeonmal            | Vincitore/trice |
| 2010 | Fantastic Fest                               | Miglior attrice                                        | Kim Bok-nam sar-insageon-ui jeonmal            | Vincitore/trice |
| 2010 | Premi Daejong                                | Miglior attrice                                        | Kim Bok-nam sar-insageon-ui jeonmal            | Candidato/a     |
| 2010 | Korean Association of Film Critics Awards    | Miglior attrice                                        | Kim Bok-nam sar-insageon-ui jeonmal            | Vincitore/trice |
| 2010 | Korea Visual Arts Festival                   | Photogenic Award - Attrice in un film                  | Kim Bok-nam sar-insageon-ui jeonmal            | Vincitore/trice |
| 2010 | Korea Sharing Awards                         | Chairman's Award                                       | -                                              | Vincitore/trice |
| 2010 | Blue Dragon Film Awards                      | Miglior attrice                                        | Kim Bok-nam sar-insageon-ui jeonmal            | Candidato/a     |
| 2010 | Korean Film Awards                           | Miglior attrice                                        | Kim Bok-nam sar-insageon-ui jeonmal            | Vincitore/trice |
| 2010 | Women in Film Korea Awards                   | Miglior attrice                                        | Kim Bok-nam sar-insageon-ui jeonmal            | Vincitore/trice |
| 2010 | Director's Cut Awards                        | Miglior attrice                                        | Kim Bok-nam sar-insageon-ui jeonmal            | Vincitore/trice |
| 2011 | KOFRA Film Awards                            | Miglior attrice                                        | Kim Bok-nam sar-insageon-ui jeonmal            | Vincitore/trice |
| 2011 | Festival internazionale del cinema di Porto  | Miglior attrice                                        | Kim Bok-nam sar-insageon-ui jeonmal            | Vincitore/trice |
| 2011 | Baeksang Arts Awards                         | Miglior attrice                                        | Kim Bok-nam sar-insageon-ui jeonmal            | Candidato/a     |
| 2011 | MBC Drama Awards                             | Top Excellence Award - Attrice in un serial            | Cheonbeon-ui immatchum                         | Candidato/a     |